# Communauté de communes du Bassin de Landres
Die Communauté de communes du Bassin de Landres ist ein ehemaliger französischer Gemeindeverband mit der Rechtsform einer Communauté de communes in den Départements Meurthe-et-Moselle und Meuse der Region Grand Est. Sie wurde am 30. Dezember 1992 gegründet und umfasste elf Gemeinden. Der Verwaltungssitz befand sich im Ort Piennes. Eine Besonderheit lag in der Département-übergreifenden Struktur der Gemeinden.

## Historische Entwicklung
Mit Wirkung vom 1. Januar 2017 fusionierte der Gemeindeverband mit der Communauté de communes du Pays Audunois und bildete so die Nachfolgeorganisation Communauté de communes Pays de l’Audunois et du Bassin de Landres.

## Ehemalige Mitgliedsgemeinden

### Département Meurthe-et-Moselle
1. Avillers
2. Domprix
3. Joudreville
4. Landres
5. Mairy-Mainville
6. Mercy-le-Bas
7. Piennes
8. Trieux
9. Tucquegnieux
10. Xivry-Circourt

### Département Meuse
1. Bouligny